# 살찐모래쥐
살찐모래쥐 또는 모래쥐(Psammomys obesus)는 쥐과 황무지쥐아과에 속하는 설치류의 일종이다. 육상성 포유류로 북아프리카와 중동에서 주로 발견되며, 분포 지역은 모리타니아부터 아라비아 반도까지 지역이다.

## 특징
보통 모래 사막에서 살지만, 암반 지역 또는 염분 습지 지역에서도 발견될 수 있다. 염생 관목과 같은 덤불 아래의 굴 속에서 산다. 주행성 동물이지만 땅 위에서의 활동은 주위 온도에 따라 다르다. 모래쥐는 보통 매년 두 번 새끼를 배고, 한 번에 3~7 마리의 새끼를 낳는다.